# Kavieng

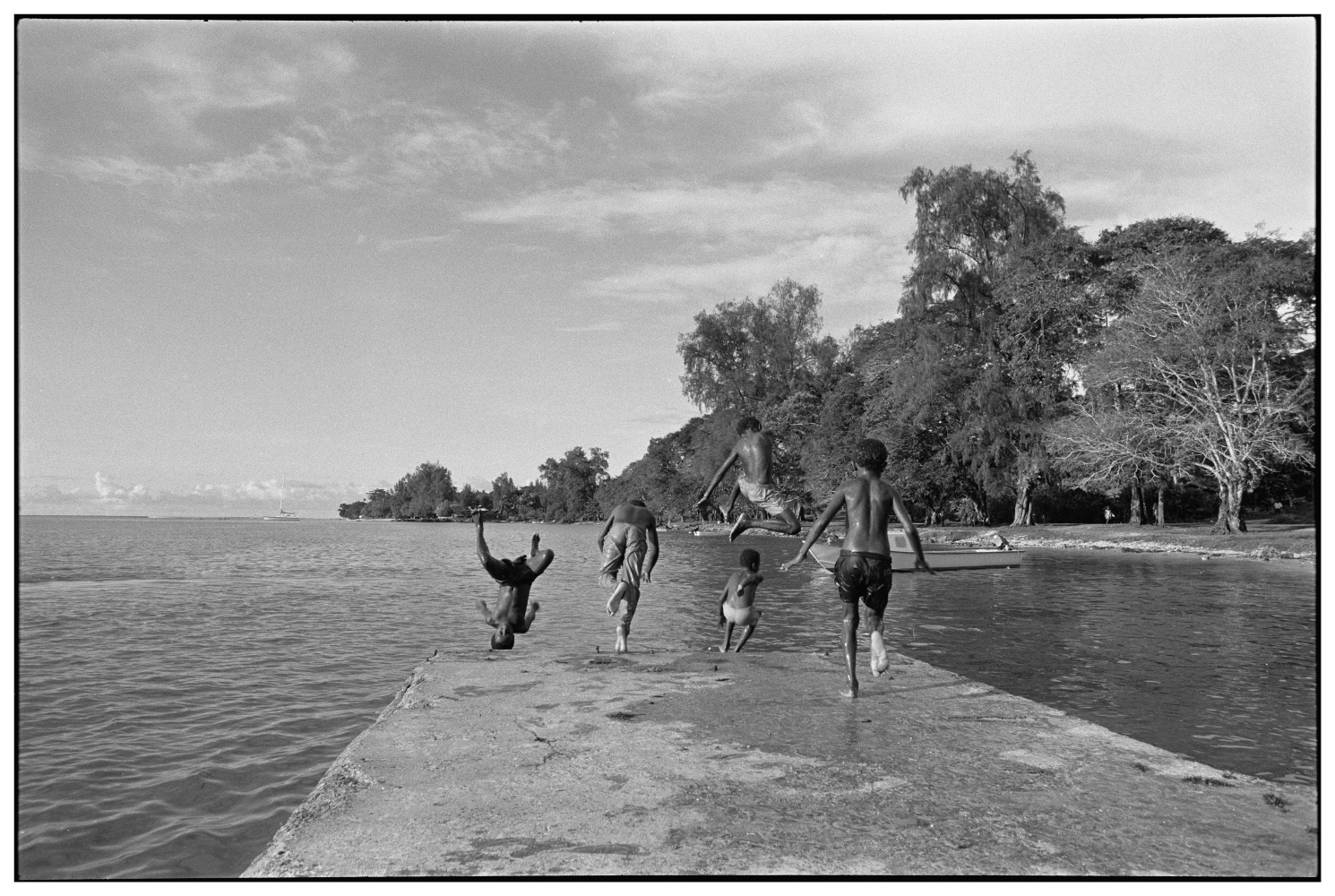

Kavieng est la capitale et plus grande ville (10 600 habitants) de la province de Nouvelle-Irlande dans l'île du même nom au nord de la Papouasie-Nouvelle-Guinée. La ville est située dans la baie de Balgai au nord de l'île.
Depuis Kavieng on aperçoit plusieurs îles voisines situées entre la Nouvelle-Irlande et la Nouvelle-Hanovre dont Nusa Lik, Nusa Lawa, et Nango Island.
C'est le principal port de Nouvelle-Irlande, il s'agit à la fois d'une destination commerciale et touristique. Les touristes viennent plonger dans les fonds marins environnants à la fois pour y admirer leurs richesses naturelles et pour venir y découvrir des épaves de la Seconde Guerre mondiale ainsi que pour pratiquer le surf.
La ville est desservie par l'aéroport de Kavieng d'où des vols partent quotidiennement pour Port Moresby la capitale. On compte plusieurs infrastructures ; des hôtels destinés aux touristes, les bâtiments de l'administration locale, un hôpital ainsi qu'un grand quai destiné à permettre aux navires de fort tonnage de charger du coprah.

## Histoire
La zone fut reconnue en 1516 par des explorateurs néerlandais mais ce n'est qu'au début du XXe siècle que Kavieng fut fondée par l'administration coloniale allemande qui avait établi la colonie de la Nouvelle-Guinée allemande. Bien que certaines zones de l'île aient prospéré grâce au développement des plantations de coprah, Kavieng stagna dans les premières années de son existence, ne comptant que 80 habitants. Après la Première Guerre mondiale Kavieng passa sous contrôle australien dans le cadre du territoire de Nouvelle-Guinée à la suite de quoi les missionnaires allemands furent expulsés et les propriétés allemandes furent confisquées.
Le 21 janvier 1942, Kavieng subit un bombardement aérien massif effectué par l'aviation japonaise. Cette même nuit, la grande majorité des Australiens présents en Nouvelle-Irlande furent évacués. Les Japonais envahirent l'île le 24 janvier. Durant les deux années suivantes, les résidents occidentaux restés sur l'île furent presque tous tués par les Japonais. Au moins 23 d'entre eux furent exécutés lors du « massacre du quai de Kavieng » en mars 1944, un acte dont les auteurs furent plus tard condamnés pour crimes de guerre. À la fin du conflit, la ville était en ruines.